# Banjo-Kazooie: Viti e bulloni
Banjo-Kazooie: Viti e bulloni (Banjo-Kazooie: Nuts & Bolts) è un videogioco a piattaforme della serie Banjo-Kazooie, pubblicato il 14 novembre 2008 per Xbox 360.

## Trama
Otto anni dopo Banjo-Tooie, l'orso Banjo e l'uccellina Kazooie appaiono nuovamente. I loro cambiamenti si notano facilmente: passano il tempo mangiando, giocando alla Xbox e ascoltando musica alla radio. Sono ormai pigri e fuori forma per la mancanza di avventure nel corso degli anni. Fa nuovamente la sua comparsa anche la strega Gruntilda, della quale non è rimasto che un teschio saltellante. La vicenda inizia con un incontro tra Banjo, Kazooie e Gruntilda, i quali stanno quasi per aggredirsi a vicenda, ma ecco che compare un misterioso personaggio chiamato "Lord Of Games" (Signore dei Videogiochi, abbreviato L.O.G.). Quest'ultimo si presenta come il creatore di tutti i videogiochi esistenti ed è ostinato a porre fine alla rivalità tra Banjo e Gruntilda, proponendo loro una serie di sfide. Il vincitore diventerà proprietario permanente del Monte Spirale, il perdente invece dovrà lavorare nella fabbrica di videogiochi di L.O.G. Banjo e Gruntilda accettano la proposta, così L.O.G. dona alla strega un corpo robotico (nell'aspetto molto simile a quello che aveva in Banjo-Kazooie), rimettendo Banjo e Kazooie nel pieno della forma fisica e donando a entrambi due veicoli per spostarsi rapidamente nella mappa principale del gioco. L.O.G. porta gli sfidanti a Borgo Showdown, dove Banjo e Kazooie incontrano vecchi e nuovi personaggi, da cui potranno accedere ai vari mondi di gioco.
Dopo aver viaggiato in diversi mondi, tra cui in una fattoria di noci di cocco, una console per videogiochi, un museo, uno stadio olimpico e nello spazio, il duo ritorna al Monte Spirale, dove ha luogo la battaglia finale. Il duo protagonista avrà la meglio e L.O.G. consegnerà loro un contratto che li dichiarerà proprietari permanenti del Monte Spirale. 

## Modalità di gioco
Banjo-Kazooie: Viti & Bulloni è incentrato principalmente sulla costruzione di veicoli, che il giocatore potrà effettuare utilizzando alcuni pezzi speciali che sbloccherà nel corso del gioco. In Viti & Bulloni sono assenti quasi tutte le abilità di Banjo e Kazooie come, ad esempio, le varie forme di attacco (qui sostituite da una chiave inglese, che il giocatore potrà usare per attaccare i nemici o per spaccare gli oggetti) e le varie pedane e scarpe che permettevano di volare, attraversare gli ambienti pericolosi come le sabbie mobili, camminare sulle pareti e correre più rapidamente.
Il Borgo Showdown è la mappa di base del gioco dalla quale il giocatore potrà accedere ai vari portali che conducono ai sei mondi. Ogni mondo, tranne il Monte Spirale, è suddiviso in sei "atti", ciascuno dei quali è ambientato nella stessa mappa, ma che ogni volta presenta sfide, personaggi e caratteristiche diverse. Lo scopo principale del gioco è vincere le sfide per guadagnare i Jiggy, ovvero le tessere di puzzle che permetteranno al giocatore di sbloccare nuovi mondi, compreso quello dove si terrà la sfida finale. A Borgo Showdown si trova anche il garage di Mumbo, dove il giocatore potrà creare i suoi veicoli personalizzati, la bottega di Humba, da cui sarà possibile acquistare nuovi pezzi e la palestra di Boggy, alla quale sarà possibile recarsi per migliorare la velocità, la resistenza e il salto di banjo.
Ogni mondo presenta diverse sfide di vario genere, come ad esempio gare di corsa, combattimento, il trasporto di un oggetto da un punto all'altro della mappa e il conseguimento di altri obiettivi. Alcune sfide obbligheranno il giocatore a usare un veicolo realizzato dagli sviluppatori, mentre altre lasceranno il giocatore libero di dare sfogo alla propria creatività e di usare un veicolo costruito con l'utilizzo dei pezzi sbloccati.
I veicoli ricoprono un ruolo importante nel gioco, poiché sostituiscono le abilità e le trasformazioni che caratterizzavano i giochi precedenti della serie. Il giocatore avrà a disposizione più di 1600 pezzi diversi, come parti della carrozzeria, ruote, ali, motori, reattori, eliche, taniche di benzina e armi di vario genere.
Il gioco presenta una modalità multigiocatore offline, che permette di far giocare fino a quattro giocatori dallo stesso schermo contemporaneamente e una modalità online. Entrambe le modalità permettono ai giocatori di affrontarsi in alcune sfide molto simili a quelle presenti nella modalità in giocatore singolo o di girovagare per il retro del garage di Mumbo utilizzando i veicoli creati.

## Mondi
I cinque mondi sono divisi in atti, tutti raggiungibili tramite Showdown Town. Ogni livello, nel primo atto, ha un'introduzione. Un atto del livello si svolge di notte, perché c'è la sfida con Gruntilda. L'introduzione dei livelli è simile a quella di un programma televisivo.
- Borgo Showdown (Showdown Town): Un'enorme città che funge da mondo di base e permette l'accesso ai mondi di gioco. Borgo Showdown è l'unico mondo in cui il giocatore non potrà usare i veicoli personalizzati e sarà obbligato ad usare il carrello base, che evolverà gradualmente ogni volta che il giocatore sconfiggerà Gruntilda nei mondi di gioco.
- Contea pazzerella (Nutty Acres): Un livello con il prato artificiale, nuvole finte, un vulcano, una spiaggia e la fattoria di Mumbo.
- Logbox 720: Un livello tecnologico ambientato all'interno di una gigantesca console.
- Banjoland: Un museo contenente i livelli apparsi nei primi due giochi principali della serie. La mappa del livello ha la forma della testa di Banjo.
- Jiggoseo (Jiggoseum): Un livello sportivo situato all'interno di un ampio stadio olimpico.
- Terrario del Terrore (Terrarium of Terror): Un livello spaziale situato all'interno di globi di vetro che riproducono una fauna extraterrestre.
- Monte Spirale (Spiral Mountain): In questa valle, caratterizzata da una montagna a spirale al centro, si trovano la casa di Banjo e il castello di Gruntilda. Questo livello funge da palcoscenico per la battaglia finale.

## Personaggi
- Banjo: l'orso Banjo è uno dei due protagonisti nella serie.
- Kazooie: Kazooie è la seconda protagonista della serie; abita all'interno dello zaino di Banjo e lo accompagna in tutte le sue avventure. È un pennuto facente parte di una specie fittizia chiamata breegull.
- Gruntilda Winkybunion: Antagonista principale della serie, Gruntilda è una strega che ancora una volta cerca di sconfiggere Banjo e Kazooie, provando a ottenere la propria vendetta e di prendere possesso del Monte Spirale.
- Mumbo: Mumbo è uno sciamano ed è il proprietario dell'officina nella quale il giocatore può creare i propri veicoli.
- Bottles: Una talpa situata all'ufficio informazioni.
- Humba Wumba: La sciamana che vende le varie parti dei veicoli al giocatore.
- L.o.G: Il "signore dei giochi" che vuole mettere fine alla rivalità tra Banjo e Grunty. Lui tifa per Banjo, ma deve rimanere imparziale nella sfida.
- Trophy Thomas: è una tigre fanatica di sport. Se il giocatore completa le sfide con un punteggio particolarmente alto, oltre ad ottenere un Jiggy riceverà come ricompensa un trofeo di Trophy Thomas. Per ogni quattro trofei raccolti, il giocatore riceverà un Jiggy aggiuntivo da aggiungere alla propria collezione.

Come nei giochi precedenti, nessuno dei personaggi è doppiato e si esprime attraverso alcuni versi caratteristici, mentre i dialoghi dei personaggi appaiono scritti all'interno di nuvolette che appaiono sullo schermo. Il filmato introduttivo del gioco, che riassume brevemente la trama di Banjo-Kazooie e Banjo-Tooie, è doppiato in italiano da Andrea Bolognini.

## Accoglienza
| Testata                         | Giudizio |
| ------------------------------- | -------- |
| Metacritic (media al 21-3-2022) | 79/100   |
| 1UP.com                         | A-       |
| Edge                            | 7/10     |
| Eurogamer (ITA)                 | 6/10     |
| Eurogamer (UE)                  | 8.5/10   |
| Game Informer                   | 8.5/10   |
| GamePro                         | 4/5      |
| GameSpot                        | 8.5/10   |
| GameSpy                         | 4/5      |
| GamesRadar                      | 8/10     |
| GameTrailers                    | 6.7/10   |
| IGN (USA)                       | 8.3/10   |
| Official Xbox Magazine          | 8/10     |
| TeamXbox                        | 7.4/10   |
| VideoGamer.com                  | 9/10     |
| X-Play                          | 4/5      |

Nonostante le iniziali critiche per l'assenza di alcuni elementi chiave dei giochi precedenti, secondo Rare "previste", l'opinione della comunità è stata generalmente positiva. Il gioco ha ricevuto recensioni positive dalla critica, con una media di 79/100 sulla base di 71 recensioni su Metacritic.
Ha venduto più di 400 000 copie nei primi 9 mesi dal rilascio, ottenendo lo status di Platinum Hit.
Nel 2019, il compositore Grant Kirkhope ha dichiarato che Banjo Kazooie: Viti e Bulloni sia un buon gioco che precede Minecraft nell'introdurre meccaniche di costruzione, ma che non avrebbe dovuto essere un gioco della serie Banjo Kazooie.

## Le sfide perdute di LOG
LOG's Lost Challenge è l'espansione di Nuts & Bolts ed è stata pubblicata sul marketplace di Xbox Live il 7 aprile 2009.
Una volta scaricata l'espansione sulla console, dietro l'officina di Mumbo a Borgo Showdown comparirà un portale che conduce a una versione modificata del test-tracciato che presenta sei sfide. Se il giocatore riuscirà a completare tutte e sei le sfide due volte (una volta con un veicolo standard scelto dal gioco e una seconda volta con un veicolo di creazione del giocatore) potrà accedere ad un minigioco avente come protagonista Klungo.

## Stop 'n' Swop
In contemporanea con Nuts & Bolts, Rare ha pubblicato un remake per Xbox Live Arcade del primo Banjo-Kazooie. Se nella console del giocatore è presente un salvataggio di Nuts & Bolts, in Banjo-Kazooie compariranno sette oggetti segreti (sei uova e una chiave) sparsi nei vari mondi di gioco. Se raccoglierà questi oggetti in Banjo-Kazooie, il giocatore verrà premiato con alcuni pezzi speciali che potrà usare per decorare il proprio veicolo in Nuts & Bolts. Inoltre, se avrà acquistato anche "Le sfide perdute di LOG" e avrà utilizzato le uova e la chiave in Banjo-Tooie, il giocatore sbloccherà dei veicoli che potrà utilizzare in Nuts & Bolts.

## Seguito
Nel filmato conclusivo del gioco, gli stessi personaggi anticipano che potrebbero ritornare; Gruntilda rivela di volersi impossessare della fabbrica di videogiochi e di creare un "gioco infido", così da potersi vendicare, mentre Banjo e Kazooie chiedono a L.O.G. di riavere indietro le vecchie abilità di cui disponevano nei giochi precedenti. L.O.G., pur esaudendo la loro richiesta, rivela che Nuts & Bolts potrebbe non avere mai un seguito.
Nel 2015, in occasione dei 30 anni della compagnia, Rare ha pubblicato per Xbox One un'antologia contenente trenta dei loro giochi più importanti chiamata Rare Replay. Tra questi è presente una versione retrocompatibile di Banjo-Kazooie: Viti & Bulloni completa di espansione.